# Tabulation-separated values
Pour les articles homonymes, voir TSV.
Tab-separated values (TSV) est un format texte ouvert représentant des données tabulaires sous forme de « valeurs séparées par des tabulations ». Ce format de fichier peut être notamment utilisé pour exporter ou importer des données d'une base de données ou d'un tableur. 

Chaque ligne correspond à une rangée du tableau et les cellules d'une même rangée sont séparées par une tabulation.